# Romanske kalkmalerier
De romanske kalkmalerier blev skabt i den romanske kunstperiode (1080-1275). De udgør de ældste kalkmalerier i Danmark, og er sandsynligvis malet af udenlandske malere. Kunstnerisk er stilen stærkt formalistisk og præget af byzantinsk/italiensk kunst.
De mest berømte kalkmalerier kan ses i Fjenneslev kirke eller Råsted kirke. De ældste findes i Jelling kirke eller Tamdrup kirke.

## Kunstnerisk stil

### Karakteristik
Romanske kalkmalerier er karakteriseret af en narrativ, højtidelig symbolik. Motiverne er tegnet indenfor en stram fortællende ramme med geometriske dekorationer. Maleren malede motiverne med en plan og indenfor bestemte aftegnede rammer som et maleri. Man kan sige at de er malet formalistisk i modsætning til senmiddelalderens frigjorte og dynamiske kalkmalerier. Dekorationerne, der udgør maleriernes rammer, er indviklede, symmetriske mønstre, såsom prismer eller mæanderbort i antik stil.
Personfigurerne aftegnes statisk med få bevægelser og i klare konturer. Personerne viser knap nok følelser, og ansigtstrækkene skuer ofte ud mod seeren med ophøjet ro og streng alvor. Dragterne er rigt udsmykket aristokratiske klæder med en byzantinsk/antik inspiration. Klæderne og ansigtstrækkene er præget af en imponerende detaljegrad.

### Farver
De romanske kalkmalerier benytter sig af klare farvekontraster, for at gøre helhedsindtrykket mere visuelt imponerende.
Blå, rød og grøn er de dominerende farver. Den blå farve udgør ofte baggrunden, mens rød og grøn enten bruges til klæder eller naturbilleder. Den blå farve er kendetegnende for den romanske periode, da den ikke ses i nævneværdig grad i den gotiske og senmiddelalderlige periode.
Den kostbare dybe blå farve var skabt ud fra mineralet, Lapis Lazuli. Det kom enten fra Persien, eller i begrænset grad, fra Sicilien.
Grønne farver blev hentet fra Sicilien og Spanien. Den røde farve blev lavet enten ved blysaltet mønje eller ved importeret cinnober.
Man kunne blande farverne med kalk for at gøre dem lysere, eller formørke dem ved at blande det med sort farve, der blev lavet fra sod.
Over tid blev kalkmaleriernes farver gradvist dekomponeret og derfor fremstår de ikke så kraftigt, som de gjorde i samtiden. Hvis man vil se hvordan kalkmarierne så ud i samtiden, kan man se den romanske kirke i Hjerl Hede.

## Motiver
I forhold til senmiddelalderens kalkmalerier, er der få motiver i romansk tid. Størstedelen af dem stammer fra Det ny testamente. Der er nogle få gammeltestamentlige motiver og helgenlegender, men ikke nær så mange som i gotikken  Personerne er også malet med med en ophøjet aristokratisk holdning. Man ser ikke ligeså meget drama, blod, humor, legesyge og smådetaljer som man senere får i senmiddelalderen 
Majestas Domini, dommedag, Jesu lidelse og liv, stifterbillederne og Kain og Abel er de mest almindelige motiver.
Andre motiver er bl.a Skabelsen, korslammet, Abraham med sjæle i skødet, Johannes Døberen, Apostelrække, Kongernes tilbedelse, barnemordet.

### Majestas Domini
Det klart mest brugte motiv i den romanske periode er fremstillingen af Jesus som verdensherskeren - i positionen "Majestas Domini". Her ses Kristus ofte siddende på en tronstol med jordkloden som sin fodskammel, omgivet af de fire evangelistsymboler og ofte med Jomfru Maria og Johannes Døberen på hver sin side. Kristus hæver højre hånd i en velsignende gestus, mens han holder livets bog i venstre hånd. Jesus er omgivet af en mandorla. Majestas motivet er kendetegnende for den romanske periode, og den er ofte placeret i det helligste sted - over alteret i apsis.
Motivet er ganske anderledes end eftertidens kristusbillede, der fokuserer på det lidende menneske, Kristus, i stedet for den strenge verdenshersker. Axel Bolvig sætter periodens brug af Majestas-motivet i forbindelse med en aristokratisk herskermentalitet.
Skibby Kirke og Alsted kirke har begge Majestas Domini i apsis.

### Dommedag
Dommedagsmotivet er det mest almindelige motiv i romansk tid efter Majestas Domini. Dommedagsmotivet er normalt placeret over triumfbuen, men kan også være andre steder i kirken. Jesus sidder på regnbuen og fra munden udgår nådens lilje og straffens sværd.

### Stifterbillederne
Stifterbilleder er kalkmalerier af stormænd og kvinder, der giver en miniature-model af den pågældende kirke eller en gave til Gud. Det mest berømte eksempel er malerierne over triumfbuen i Fjenneslev Kirke.
Alle stifterbilleder viser overklassens stormænd eller gejstligheden - ikke en eneste viser bønder.

### Kain og Abel
Historien om Kain og Abel ses enten i koret eller under triumfbuen. Motivet blev placeret tæt på alteret, da fortællingen om Kain og Abel offerhandlinger blev brugt som en allegori for nadverofferet til Gud. Motivet forstås også i sammenhæng med indførslen af tiende i 1100-tallet.
En typisk romansk afbildning af motivet kan ses i Råsted Kirkes korbue.

## Hvem malede kalkmalerierne?
Ingen kalkmaleres navne er overleveret fra romansk tid, i modsætning til senmiddelalderlig tid. Sandsynligvis har de tidlige kalkmalere været udenlandske. Malerierne var formodentlig malet af et hold af svende, lærlinge og malere. Dette gælder både for romansk og gotisk tid. Individuelle mestre kendes ikke fra romansk tid - dog kan man identificere en række værksteder, der står bag forskellige udsmykninger.
Jellingværkstedet (1100-1125)
Jellingværkstedet har stået bag udsmykningerne i Jelling og Tamdrup. Værkstedet har sandsynligvis været påvirket af tysk, ottonsk kunst fra anden halvdel af 1000-tallet, og muligvis også af byzantinsk kunst.
Råstedværkstedet (1100-1125)
Råstedværkstedet står bag malerierne i Råsted og Hvorslev. Værkstedet var aktivt i 1100-tallet. De har sandsynligvis været påvirket af nordtysk kunst fra starten af 1100-tallet eller engelsk kunst i samme periode.
Finjaværkstedet (ca. 1125-1150)
Finjaværkstedet står bag den berømte udsmykning i Fjenneslev kirke og malerierne i Finja kirke. Værkstedet malede i skånske og sjællandske kirker. Det havde et begrænset motivvalg og en fast ikonografi. Værkerne er så enslignende at man har overvejet om de er tegnet efter skabeloner, eller skematiske afmålinger. Værkstedet har malet i 11 kirker, og har malet 22 forskellige motiver. 
Jørlundeværkstedet (ca. 1150-1175)
Jørlundeværkstedet er den største enkelte kalkmalergruppe i Danmark. Det malede udelukkende i Nordsjælland, omkring Isefjorden, bortset fra ét enkel sæt udsmykninger i en nu ødelagt kirke i Skåne (Vrigstad). Ligesom Finjaværkstedet malede Jørlundeværkstedet med en fast komposition, men i modsætning til denne, brugte det mange forskellige motiver. Værkstedet var inspireret af byzantinsk kunst - som man kan se i Madonna og Deesis i Måløv kirke. Desuden er der brugt stuk ved malerierne, således at de ligner ikoner.Man har kaldt Jørlundeværkstedet for Hvideslægtens maler, da mange af de bemalede kirker var ejet af hviderne.
Værkstedet står bag udsmykninger i 19 kirker., og har malet 37 forskellige motiver. Værkstedets malerier kan ses bl.a. ses i følgende kirker: Alsted, Hagested, Jørlunde, Kildebrønde, Kyndby, Måløv, Søstrup og Tveje Merløse.

## Maleteknik
Maleteknikken i romansk tid er af høj kvalitet, og har krævet en særlig professionel ekspertise. I modsætning til senmiddelalderens kalkmalerier blev der i den romanske tid malet al-fresco. Det vil sige at man malede direkte på det våde puds, hvilket gjorde maleriets holdbarhed længere og farverene mere integreret i væggen. Man begyndte først at male, når pudset var lagt på hele vægfladen
Man malede nok ovenfra og ned på stillads, da vægmurene var høje. Man malede en gang i mellem svage skitser før selve malingen - en "sinopia". Undervejs kunne man også foretage rettelser - "pentimenti".
Når pudset blev lagt, blev der malet med en langhåret pensel. Det var vigtigt at male hurtigt før pudset blev tørt - hvis det nåede at blive tørt, måtte man starte forfra.
Det er ikke sikkert, hvornår kalkmalerierne blev malet ift. kirken. Ifølge Ulla Haastrup blev de malet, så snart kirkerne var færdige.
Man har forsøgt at skabe sin egne romanske kalkmalerier, bl.a. på baggrund af datidens malemetoder, i Frilandsmuseet Hjerl Hede.